# Edmond Genet
Pour les articles homonymes, voir Genet.
Cet article concerne l'aviateur américain. Pour l'ambassadeur français, voir Edmond-Charles Genêt.
Edmond Charles Clinton Genet (né le 9 novembre 1896 à Ossining et mort au combat le 17 avril 1917 près de Saint-Quentin) est un aviateur militaire américain.

## Biographie
Il est le premier aviateur américain à mourir pendant la Première Guerre mondiale, après la déclaration de guerre des États-Unis à l'Allemagne. Il est abattu par l'artillerie antiaérienne le 17 avril 1917.
Genet avait déserté de la marine américaine en 1915 pour se rendre en France et combattu pendant plus d'un an au sein de la Légion étrangère dans les tranchées de l'est de la France. Après six mois d'entraînement, il rejoint l'Escadrille La Fayette, une unité de chasse composé principalement de volontaires américains. Genet est tué moins de quatre mois plus tard.
Il repose au Mémorial de l'Escadrille La Fayette. Un recueil de ses lettres de guerres a été édité à titre posthume.

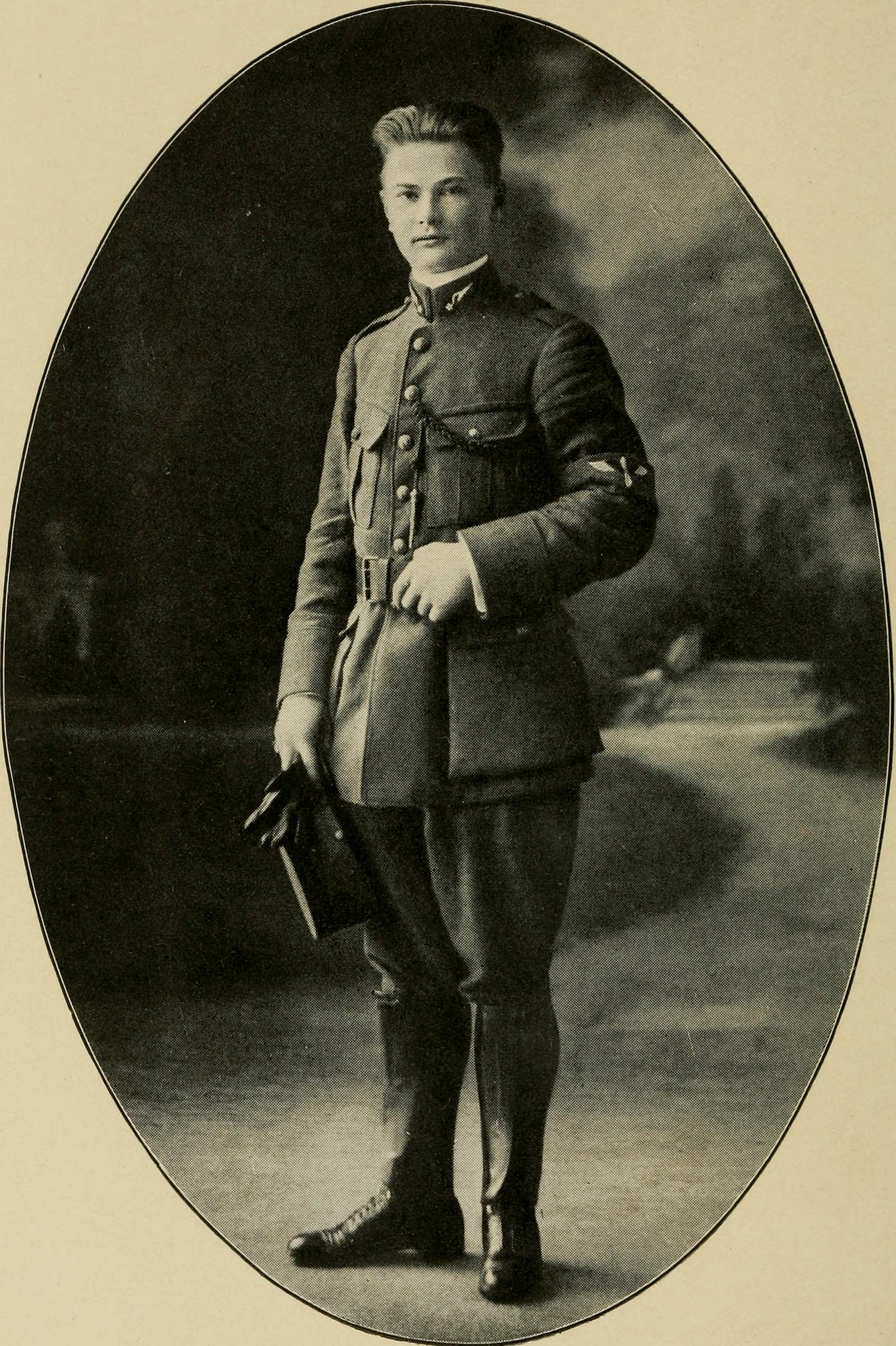
1916.
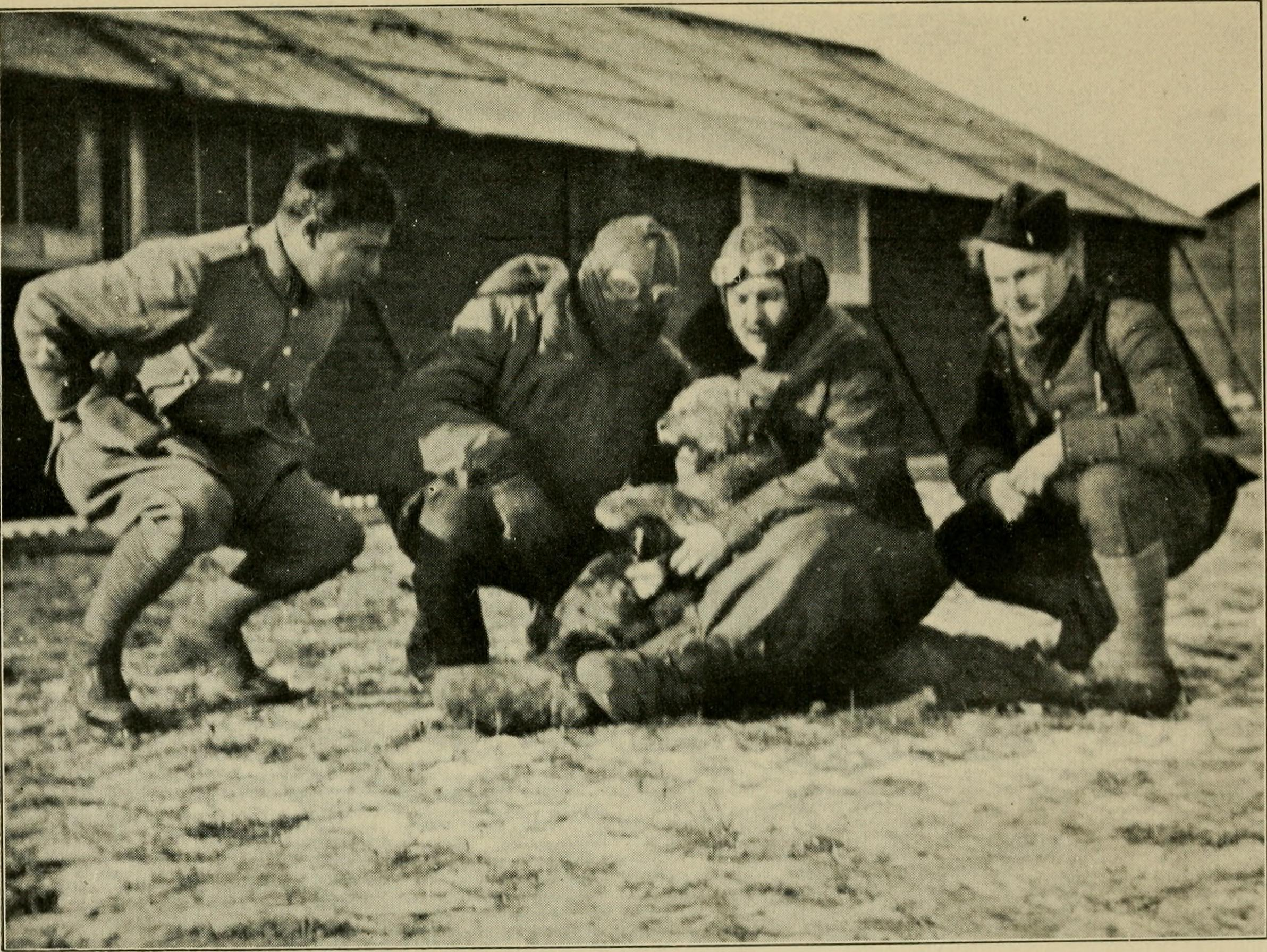
Genet (centre) avec l'une des mascottes de l'Escadrille La Fayette (un lionceau).
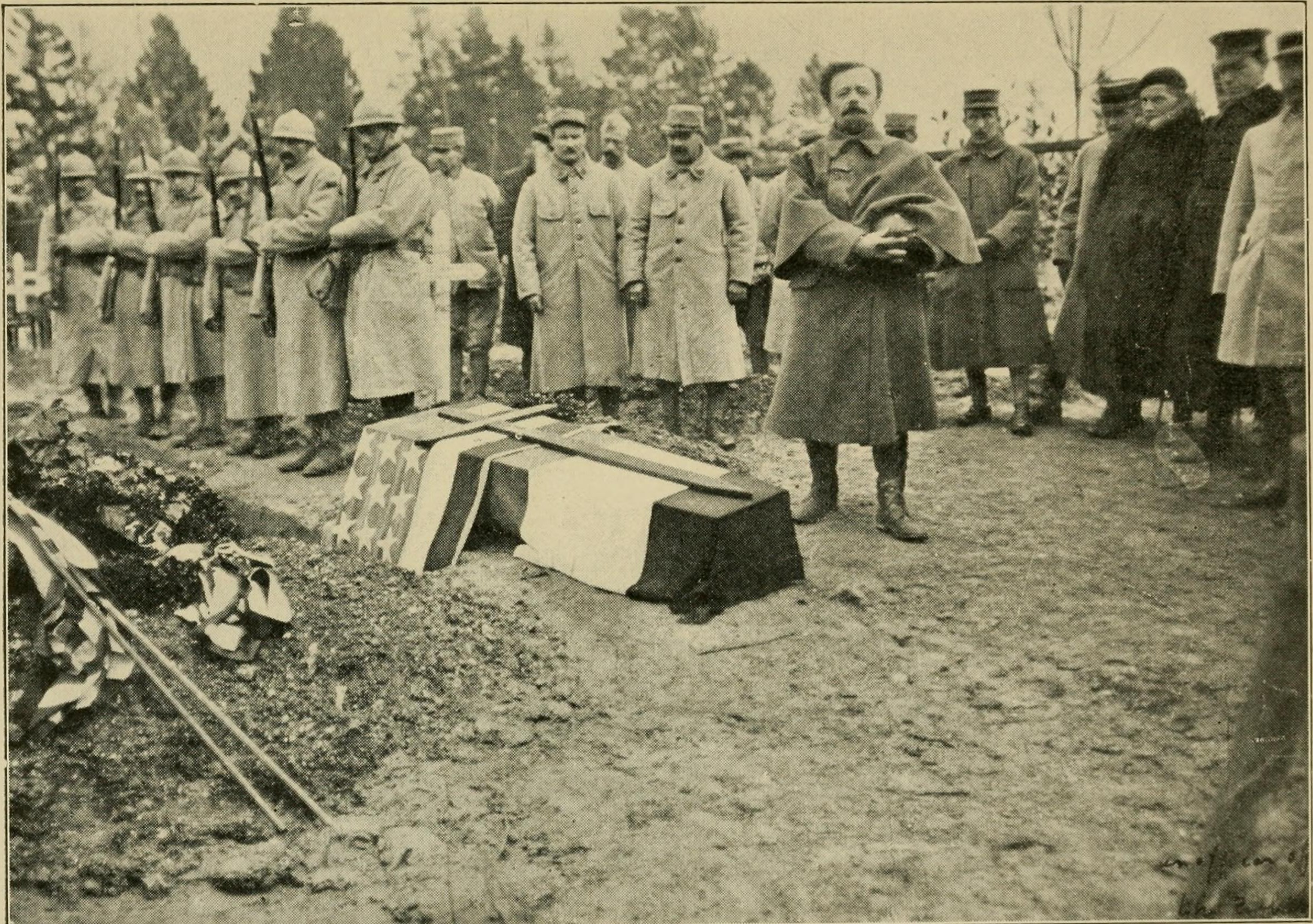
Enterrement.